# C-zam
Pour les articles ayant des titres homophones, voir Sésame et SÉSAME.
C-zam ou Compte C-zam est un service bancaire alternatif français ouvert à tous, sans condition de revenus et sans possibilité de découvert ni de crédit. Créé en 2017 par Carrefour Banque, le compte C-zam est un moyen alternatif de compte bancaire et comme moyen de paiement.
Le 12 mai 2020, Carrefour Banque a annoncé la cessation de la commercialisation et de la gestion du Compte C-zam et la clôture de tous les comptes au plus tard le 15 juillet 2020. Pour les clients qui souhaitent ouvrir un nouveau compte, Carrefour Banque redirige vers une offre exclusive chez Nickel.

## Historique
C-Zam a été lancé mi-avril 2017 par Carrefour Banque. Fin 2018, la banque comptait 131 000 comptes activés.

## Spécificités
Le compte C-zam est disponible dans les 3000 magasins du réseau Carrefour en libre-service.